# Reggie Elliot
Reggie Elliott (n. 20 iunie 1973), este un jucător american de baschet  (înălțime 1.96 m, greutate 87 kg) ce evoluează în prezent pentru formația BC Argeș Pitești din Divizia A de baschet din România. Ocupă poziția de extremă.

## Carieră
Hillsborough CC
1995-1996: Mercer University (NCAA)
1997-1998: Sioux Falls Skyforce (CBA), semnează în decembrie 1997
1998: Tampa Bay Windjammers (USBL)
1998-1999: în ianuarie 1999 semnează din nou cu Sioux Falls Skyforce (CBA)
2000-2001: Mol-Szolnok (Ungaria): 7 jocuri: 12.7ppg
2001-2002: Naturtex Szeged (Ungaria)
2002: University of Belize (BIZ)
noiembrie 2002: VASDA USA All-Star Touring team (joacă meciuri demonstrative contra unor echipe din NCAA)
2003: iulie: Independence Bank Pro-Am League (Dianetics Basketball Clearwater, Florida - USA)
2003-2004: Roanoke Dazzle (NBDL): 8 jocuri: 6.8 ppg
În decembrie 2003 semnează pentru Circulo Badajoz (Spania - Liga2): 5 jocuri: 7.4ppg
2004: Brevard Blue Ducks training camp (USBL)
2004: Leopardos de Bacaramanga (Columbia-Copa Federacion): 19ppg
2004-2005: Mississippi Stingers (ABA): 20 jocuri: 12.0ppg
2005-2006: În ianuarie 2006 se transferă la BC CSKA Sofia (Bulgaria)
2006-2007: CSU Asesoft Ploiești (România-Div.A)
2007-2008: CSU Asesoft Ploiești (Romania-Div.A)
2008-2009: În decembrie 2008 trece la BC Argeș Pitești
1. ↑  College Basketball at Sports-Reference.com, accesat în 28 iulie 2020